# Амман
Амма́н (араб. عمان; ʿAmmān) — місто, столиця й головний промисловий центр Йорданського Хашимітського Королівства.

## Історія
Люди заснували тут поселення в неоліті, приблизно 6500 до н. е. — археологічна пам'ятка Айн Газал, у східній частині сучасного міста.
У XIII столітті до н. е., у часи Ізраїльського царства царя Давида Амман називався Рабат Амон (івр. רַבַּת עַמּוֹן), столиця амонитів — народу, що походив від біблійного Амона. Амонитське царство захопили послідовно Ассирія, Вавилонія, Персія й Александр Македонський.
Птолемей II Філадельф, еллінізований єгипетський цар, перейменував його у Філадельфія. Далі місто стало частиною Набатейського царства до 106 року, коли Філадельфія стала частиною римського повіту Десятимістя, що існував у часи Ісуса Христа.
У 324 році, коли християнство стало офіційною релігією Римської імперії, Філадельфія стала єпископським містом. Єпископський храм залишився в міській Цитаделі.
Філадельфія отримала сучасну назву Амман у Хасанітський період і досягла розквіту в часи Халіфату Омеядів, оскільки розташована неподалік від його столиці Дамаск, і в часи Халіфату Аббасидів, столиця якого була у Багдаді.
Місто було зруйновано декількома землетрусами і залишалося невеликим селом до переселення з Черкесії у 1887 році горян Кавказу, які тікали від Кавказької війни. Отоманський султан побудував залізницю у Хіджаз (Хіджазька залізниця), що поєднала Дамаск і Медину — місце мусульманського хаджу.
У 1921 році Абдула І Йорданський обрав Амман столицею Емірату Трансйорданія. Тут не було державних будівель, тому його правління почалося з залізничної станції, з його кабінету, який розміщувався у вагоні. Амман зріс швидко з прибуттям біженців з Палестини у 1948 році.
У 1970 році Амман став полем битви під час конфлікту між Організацією визволення Палестини (ОВП) та йорданською армією, відомого як «Чорний вересень». Йорданська армія розгромила ОВП у 1971 році, і остання була вигнана до Лівану.

## Клімат
| Клімат міста                                                                | Клімат міста | Клімат міста | Клімат міста | Клімат міста | Клімат міста | Клімат міста | Клімат міста | Клімат міста | Клімат міста | Клімат міста | Клімат міста | Клімат міста | Клімат міста |
| Показник                                                                    | Січ.         | Лют.         | Бер.         | Квіт.        | Трав.        | Черв.        | Лип.         | Серп.        | Вер.         | Жовт.        | Лист.        | Груд.        | Рік          |
| Абсолютний максимум, °C                                                     | 23,0         | 27,3         | 32,6         | 37,0         | 38,7         | 40,6         | 43,4         | 43,2         | 40,0         | 37,6         | 31,0         | 27,5         | 43,4         |
| Середній максимум, °C                                                       | 12,3         | 13,7         | 17,2         | 22,6         | 27,8         | 30,8         | 32,0         | 32,4         | 30,7         | 27,1         | 20,4         | 14,4         | 23,5         |
| Середній мінімум, °C                                                        | 3,6          | 4,2          | 6,1          | 9,5          | 13,5         | 16,6         | 18,5         | 18,6         | 16,6         | 13,8         | 9,3          | 5,2          | 11,3         |
| Абсолютний мінімум, °C                                                      | −4,5         | −4,4         | −3           | −3           | 3,9          | 8,9          | 11,0         | 11,0         | 10,0         | 5,0          | 0,0          | −2,6         | −4,5         |
| Середня кількість сонячних годин на місяць                                  | 179,8        | 182,0        | 226,3        | 266,6        | 328,6        | 369,0        | 387,5        | 365,8        | 312,0        | 275,9        | 225,0        | 179,8        | 3289,7       |
| Норма опадів, мм                                                            | 63.4         | 61.7         | 43.1         | 13.7         | 3.3          | 0            | 0            | 0            | 0.3          | 6.6          | 28.0         | 49.2         | 269.3        |
| Днів з опадами                                                              | 11,0         | 10,9         | 8,0          | 4,0          | 1,6          | 0,1          | 0            | 0            | 0,1          | 2,3          | 5,3          | 8,4          | 51,7         |
| --------------------------------------------------------------------------- | ------------ | ------------ | ------------ | ------------ | ------------ | ------------ | ------------ | ------------ | ------------ | ------------ | ------------ | ------------ | ------------ |
| Джерело: World Meteorological Organization, NOAA (1961—1990), Pogoda.ru.net |              |              |              |              |              |              |              |              |              |              |              |              |              |

## Економіка

### Банківський сектор
Банківський сектор є однією з головних основ економіки Йорданії. Попри заворушення та економічні труднощі в арабському світі, спричинені повстаннями Арабської весни, банківський сектор Йорданії продовжив своє зростання у 2014 році. Сектор нараховує 25 банків, 15 з яких котируються на Амманській фондовій біржі. Амман є базовим містом для міжнародного Arab Bank, однієї з найбільших фінансових установ на Близькому Сході, яка обслуговує клієнтів у більш ніж 600 відділеннях у 30 країнах на п'яти континентах. Arab Bank представляє 28 % Амманської фондової біржі та є найвищою установою за ринковою капіталізацією на біржі.

### Туризм
Амман є четвертим за відвідуваністю арабським містом і дев'ятим найбільшим одержувачем витрат міжнародних відвідувачів. Приблизно 1,8 мільйона  туристів відвідали Амман у 2011 році та витратили в місті понад 1,3 мільярда доларів. Розширення міжнародного аеропорту Королеви Алії є прикладом значних інвестицій муніципалітету Великого Аммана в інфраструктуру міста. Нещодавнє будівництво системи громадського транспорту та національної залізниці, а також розширення доріг покликані полегшити рух мільйонів щорічних відвідувачів міста.
Амман і Йорданія в цілому є центром медичного туризму на Близькому Сході. Йорданія приймає найбільше медичних туристів у регіоні та займає п'яте місце у світі. Амман приймає 250 000 іноземних пацієнтів на рік і понад 1 мільярд доларів щорічно.

### Бізнес
Амман позиціонує себе як бізнес-хаб. Панорама міста постійно трансформується завдяки появі нових проєктів. Значна частина бізнесу перемістилася до Амману після війни в Іраку 2003 року. Головний аеропорт Йорданії, міжнародний аеропорт імені королеви Алії, розташований на південь від Аммана і є основним вузловим центром для національного перевізника країни Royal Jordanian, найбільшої авіакомпанії в регіоні, штаб-квартира якої знаходиться в районі Захран. Холдинг Rubicon Group Holding і Maktoob, дві великі регіональні компанії в галузі інформаційних технологій, розташовані в Аммані разом із великими міжнародними корпораціями, такими як Hikma Pharmaceuticals, одна з найбільших фармацевтичних компаній Близького Сходу, і Aramex, найбільша логістична та транспортна компанія на Близькому Сході.
У звіті Dunia Frontier Consultants Амман разом із Дохою (Катар) і Дубаєм (Об'єднані Арабські Емірати) є улюбленими центрами для транснаціональних корпорацій, що працюють на Близькому Сході та в Північній Африці. У журналі FDI Амман був обраний як близькосхідне місто з найбільшим потенціалом для того, щоб стати лідером прямих іноземних інвестицій в регіоні. Крім того, кілька найбільших світових інвестиційних банків мають офіси в Аммані, в тому числі Standard Chartered, Société Générale та Citibank.

## Транспорт

### Аеропорти
Основним аеропортом, що обслуговує Амман, є Міжнародний аеропорт Королеви Алії, розташований приблизно за 30 км на південь від Аммана. Набагато меншим є цивільний аеропорт Аммана, аеропорт з одним терміналом, який обслуговує переважно внутрішні та прилеглі міжнародні маршрути, а також армію. Міжнародний аеропорт Королеви Алії є головним міжнародним аеропортом Йорданії та вузловим аеропортом для авіакомпанії Royal Jordanian. Нещодавно було проведено його розширення та модифікацію, включаючи виведення з експлуатації старих терміналів та введення в експлуатацію нових терміналів вартістю 700 млн доларів США, для обслуговування понад 16 мільйонів пасажирів на рік. Зараз він вважається найсучаснішим аеропортом і був названий "найкращим аеропортом на Близькому Сході у 2014 та 2015 роках та «кращим покращенням на Близькому Сході» у 2014 році за результатами Airport Service Quality Survey, провідної світової програми оцінювання задоволеності пасажирів аеропортів.

### Дороги
Амман має розгалужену дорожню мережу. Вісім кільцевих «кіл», які раніше позначали райони, використовуються як орієнтири. Дорожня мережа включає багато мостів і тунелів через гірський характер місцевості. Яскравим прикладом є міст Абдун, який перекинутий через Ваді Абдун і з'єднує 4-е коло з колом Абдун. Він вважається однією з багатьох визначних пам'яток Аммана і є першим вигнутим підвісним мостом, побудованим в країні.
Послідовні хвилі біженців до міста призвели до швидкого будівництва нових районів, але здатність Аммана будувати нові або розширювати дороги залишається обмеженою, незважаючи на приплив біженців. Це призвело до збільшення заторів на дорогах, особливо влітку, коли місто відвідує велика кількість туристів та йорданських емігрантів. У 2015 році була побудована кільцева дорога, що охоплює місто, яка має на меті з'єднати північну та південну частини міста, щоб перенаправити рух транспорту за межі Аммана та покращити екологічні умови в місті.

### Автобус і таксі
Місто має часте автобусне сполучення з іншими містами Йорданії, а також із великими містами сусідніх країн; останні також обслуговуються маршрутними таксі. Внутрішній транспорт обслуговується кількома автобусними маршрутами та таксі. Маршрутні таксі, які найчастіше працюють за фіксованими маршрутами, доступні та недорогі. Дві основні автобусні станції та станції таксі: Абдалі (біля мечеті короля Абдулли, парламенту та Палацу правосуддя) і центральна автобусна станція Рагадана біля римського театру в центрі міста. Серед популярних йорданських автобусних компаній є JETT і Al-Mahatta. Таксі — найпоширеніший спосіб пересування в Аммані через його високу доступність і дешевизну.
Наразі місто обслуговують комунальні транспортні підприємства «Амманський автобус» та «Амманський швидкісний автобусний транспорт». Роботи з будівництва системи швидкісного автобусного транспорту розпочалися у 2010 році, але невдовзі були зупинені через сумніви щодо доцільності. Відновлені у 2015 році, перший маршрут системи швидкісного автобусного транспорту був відкритий у 2021 році, а другий — у 2022 році. Ще один маршрут ШАТ, що з'єднує Амман із Заркою, також перебуває на стадії будівництва і, як очікується, буде введений в експлуатацію до 2023 року
Система ШАТ в Аммані працює за 2 маршрутами: перший — від Сувейліх на північному заході Аммана до району Рас-ель-Айн поруч з центром Аммана, а другий — від Свейле до терміналу Махатта на сході Аммана. Обидва маршрути перетинаються на перехресті Спорт-Сіті. Перший маршрут наразі обслуговується трьома лініями: 98, 99 і 100. Ціни на квитки на всі лінії Amman Bus і Amman BRT можна придбати онлайн через мобільний додаток Amman Bus або за допомогою поповнюваної картки в основних терміналах. Пасажири під час посадки в автобус сканують свої картки або QR-коди на телефоні, де вартість квитка віднімається з наявного балансу. Автобуси оснащені кондиціонерами, доступні для особ з інвалідністю, контролюються камерами спостереження і мають безкоштовний інтернет.

## Населення
- 2 125 400 мешканців (2005 оцінка)
- 1160 тис. (1986)
- 202,2 тис. чол. (1954).

Амман є головним сполучним центром Середнього Сходу, у якому перетиналися історичні торговельні шляхи.
Вузол автошляхів, залізничне сполучення з Дамаском.

## Релігія
В Аммані проживає переважно мусульманське населення сунітського віросповідання, і в місті є численні мечеті. Серед головних мечетей — велика мечеть короля Абдалли I, збудована між 1982 і 1989 роками..Вона увінчана блакитним мозаїчним куполом, під яким можуть молитися 3 000 мусульман. Мечеть Абу Дарвіш, відома своїм картатим чорно-білим візерунком, має архітектурний стиль, унікальний для Йорданії. Мечеть розташована на Джабаль аль-Ашрафіє, найвищій точці міста. Інтер'єр мечеті відзначається світлими стінами та перськими килимами. Під час конференції «Амманське послання» 2004 року в указах різних представників духовенства було названо такі школи богослов'я, що отримали колективне визнання: Ханафі, Ханбалі, Малікі, Шафії, Джа'фарі, Захірі, Зейді, Ібаді, суфізм, пов'язаний з тасавуфом, муваххідизм і салафізм. В Аммані також проживає невелика друзька громада.
Велика кількість християн з усієї Йорданії, особливо з Аль-Сальта, переїхала до Аммана. На північний захід від Аммана розташоване переважно християнське містечко Ель-Фухейс. У місті присутня невелика вірменська католицька громада, яка налічує близько 70 сімей. В Аммані також розташовані церковні суди з питань особистого статусу. Загалом 16 історичних церков розташовані в руїнах Умм ар-Расас в районі Аль-Джіза; вважається, що це місце спочатку слугувало римським укріпленим військовим табором, який поступово перетворився на місто приблизно в 5 столітті нашої ери. Розкопки не були повністю завершені. На нього вплинули кілька цивілізацій, включаючи римлян, візантійців і мусульман. На цьому місці є кілька добре збережених мозаїчних підлог, зокрема мозаїчна підлога церкви Святого Стефана.

## Культура

### Музеї
Найбільшим музеєм в Йорданії є Йорданський музей. Він містить значну частину цінних археологічних знахідок в країні, включаючи деякі сувої Мертвого моря, неолітичними вапняковими статуями з Айн-Газаль та копію стели Меша. Серед інших музеїв — Діван герцога, Йорданську національну галерею образотворчого мистецтва, Йорданський археологічний музей, Йорданський дитячий музей, Меморіал і музей мучеників, Королівський автомобільний музей, Музей пророка Мухаммеда, Музей парламентського життя, Йорданський музей фольклору і музеї Йорданського університету.

### Руїни
- Джебель Калян (Фортечна гора)
- Амфітеатр на 6 000 глядачів

## Українська складова
7 листопада 2014 року міністр закордонних справ України Павло Клімкін повідомив, що у місті з'явилася вулиця імені Кобзаря:
Подзвонив я меру міста Амман А. Більтаджі. Подякував за перейменування вулиці на честь Т. Шевченка. А він каже: «Для нас це честь». Приємно.

## Освіта
Амман — великий регіональний центр освіти. В регіоні Аммана знаходиться найбільша концентрація освітніх центрів в Йорданії. В Аммані є 20 університетів. Йорданський університет є найбільшим державним університетом у місті. У місті є 448 приватних шкіл, які відвідують 90 000 учнів, включаючи Ювілейну школу, Бакалаврську школу Аммана, Академію Аммана, Національну школу Аммана, Сучасну американську школу, Американську громадську школу в Аммані та Національну православну школу.
Університети:
- Йорданський університет
- Аль-Ахлія Амманський університет
- Університет Аль-Ісра
- Йорданський університет Аль-Зайтуна
- Амманський арабський університет
- Університет прикладних наук
- Арабська академія банківських і фінансових наук
- Арабський відкритий університет
- Колумбійський університет: відділення в Аммані
- Німецько-йорданський університет: філія в Аммані
- Йорданська академія морських досліджень
- Йорданська академія музики
- Йорданський інститут банківських досліджень
- Йорданський інститут засобів масової інформації
- Близькосхідний університет
- Університет Петра
- Філадельфійський університет
- Технологічний університет принцеси Сумайї
- Технічний коледж цивільної авіації імені королеви Нур
- Всесвітній ісламський університет науки та освіти

## Спорт
Футбольні клуби з Аммана «Аль-Вехдат» і «Аль-Фейзалі», колишні чемпіони ліги, є одними з найпопулярніших суперників у місцевому футболі. Амман приймав чемпіонат світу з футболу серед жінок U-17 2016 року разом з Ірбідом та Ез-Заркою.
У 2007 році в місті відбувся Чемпіонат Азії з легкої атлетики, а також неодноразово проводився чемпіонат світу з кросу IAAF. Амман також приймає ралі Йорданії, яке є частиною чемпіонату світу з ралі FIA, що стало однією з найбільших спортивних подій, коли-небудь проведених в Йорданії.
Амман є центром для зростаючої кількості іноземних видів спорту, таких як скейтбординг і регбі; в останньому є дві команди, що базуються в місті: Amman Citadel Rugby Club та Nomads Rugby Club. У 2014 році німецька некомерційна організація Make Life Skate Life завершила будівництво скейтпарку 7Hills, бетонного скейтпарку площею 650 квадратних метрів, розташованого в парку Саміра Ріфаї в центрі Аммана.